# نمیشل
نمیشل (به چکی: Nemyšl) یک منطقهٔ مسکونی در جمهوری چک است که در منطقه تابور واقع شده‌است.
 نمیشل ۱۴٫۱۹ کیلومتر مربع مساحت و ۲۸۸ نفر جمعیت دارد و ۵۰۵ متر بالاتر از سطح دریا واقع شده‌است.